# Naoki Sakai
Naoki Sakai (japonsko 酒井 直樹), japonski nogometaš, * 2. avgust 1975.
Za japonsko reprezentanco je odigral eno uradno tekmo.